# Capanema (kommun i Brasilien, Paraná)
Capanema är en kommun i Brasilien.   Den ligger i delstaten Paraná, i den södra delen av landet, 1 300 km sydväst om huvudstaden Brasília. Antalet invånare är 18 512.
Omgivningarna runt Capanema är en mosaik av jordbruksmark och naturlig växtlighet. Runt Capanema är det ganska glesbefolkat, med 21 invånare per kvadratkilometer.